# 张雪 (1957年)
张雪（1957年1月—），女，山东人，中国教育工作者，曾任首都师范大学党委书记。中共十七大、十八大代表，全国优秀党务工作者。
现任第十三届全国政协委员、教科卫体委员会委员，北京市关工委副主任、北京市教育系统关工委主任。

## 生平
1983年4月加入中国共产党。曾任首都师范大学党委办公室主任、组织部部长、党委副书记。2003年至2006年，任中国音乐学院党委书记。2006年至2014年，任首都师范大学党委书记，最初同时在两校兼任书记半年。2008年8月6日，担任第29届奥林匹克运动会圣火传递第274棒火炬手。
2014年至2017年，任中共北京市委教育工作委员会常务副书记。2018年12月，任北京市关心下一代工作委员会副主任。